# Abu’l-Hasan Ali ibn al-Furat
Abu’l-Hasan Ali ibn Muhammad ibn Musa ibn al-Hasan ibn al-Furat (arab. ‏أبو الحسن علي بن محمد بن الفرات‎; ur. 855, zm. 18 lipca 924) – wyższy urzędnik kalifatu Abbasydów, który służył trzykrotnie jako wezyr za czasów panowania kalifa Al-Muktadira. Pełnił również funkcję administratora skarbowego.

## Biografia
Abu al-Hasan Ali ibn al-Furat urodził się w 855 roku. Jego rodzina miała pewną pozycję w Bagdadzie na początku IX wieku. Jego ojciec, Muhhamad ibn Musa zajął ważne stanowisko administracyjne. Swoją karierę Ali zaczął u boku swojego brata Ahmada, który pełnił funkcję administratora skarbowego w późnym okresie kalifatu Al-Mu’tamida i regencji Al-Muwaffaqa. Obydwoje zostali protegowali przez szyitę Isma’ila ibn Bulbula, który w tamtym okresie pełnił funkcję wezyra. Wprowadził on obydwu braci do administracji jako ekspertów skarbowych i powierzył im dochodu departamentu z ziemi Sawadu. Po dymisji ibn Bulbula Ahmad został na jakiś czas uwięziony, ale po objęciu tronu przez Al-Mu’tadida w 892 roku został uwolniony i ponownie powierzono mu urząd skarbowy Sawadu, a później urzędy podatkowe. Ostatecznie Ali został jego zastępcą.

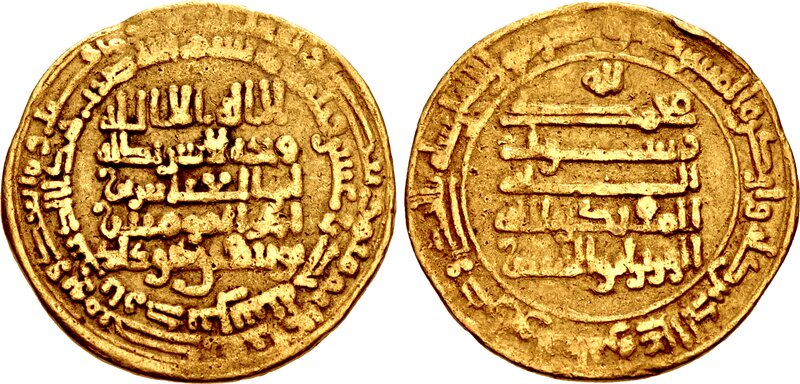
Złoty dinar Yufusa, na którym widnieje imię Alego

Jego pierwsza kadencja jako wezyra była niemal absolutną władzą, iż w tamtym okresie kalif Al-Muktadir był niepełnoletni. Funkcje urzędowe przejęła jego matka, Shaghab, jej osobista asystentka Umm Musa al-Haszimijja, jej siostra Chatif, inna była konkubina al-Mu’tadida, Dastanbuwajh oraz Ali. Do sukcesów Alego zalicza się odzyskanie ostanu Fars i uznanie zwierzchnictwa Abbasydów przez władcę Sajidów w Azerbejdżanie Irańskim Jusufa ibn Abi’l-Sadża. Jusuf był wdzięczny Alemu za ugodę, roczny trybut w wysokości 120 000 dirhemów i umieścił jego imię na swoich monetach.
Ze względu nadużywania swojej władzy i przywłaszczania sobie dużej sumy pieniędzy ze skarbu państwa, tytuł wezyra został Alemu odebrany, a 21 lipca 912 trafił do aresztu. Jego zastępcą został Muhammad ibn Ubajd Allah al-Chakani. 3 czerwca 917 roku został ponownie mianowany wezyrem, ale jego druga kadencja została zakłócona przez rebelię Jusufa. Ali próbował się za nim wstawić, ale bezskutecznie: został odwołany 17 listopada 918 roku. Następcą Alego został Hamid ibn al-Abbas, osiemdziesięcioletni mężczyzna, który nie miał doświadczenia w sprawach administracyjnych. Ali został uwięziony w pałacu kalifa i został uwolniony dopiero w 923 roku, po odwołaniu ibn al-Abbasa. Trzecie i zarazem ostatnie mianowanie Alego wezyrem kalifa miała miejsce 7 sierpnia tego samego roku.
Ostatnia kadencja Alego, w odróżnieniu od dwóch poprzednich, charakteryzowała się przemocą i nienawiścią. Wspomagany przez swojego syna Al-Muhassina, Ali wykorzystywał swoją funkcję i mścił się na każdym, kto go skrzywdził i hojnie stosował przemoc, aby wymusić duże sumy od osób mianowanych na ich stanowiska przez Hamida. W tym okresie rozpoczęły się również ataki i zamieszki w Bagdadzie i okolicach. Nie mogąc powstrzymać ani skutecznie odpowiedzieć na te ataki, popularność Alego wśród ludności gwałtownie spadła, co doprowadziło do zamieszek w Bagdadzie. Jednocześnie jego brutalność wywołała niechęć wśród biurokracji, a trudności finansowe kalifatu sprawiły, że nie mógł regularnie płacić pensji armii. W rezultacie członkowie dworu i wojska wywierali na kalifa coraz większą presję, aby podjął działanie. Na początku czerwca 924 roku Al-Muktadir kazał aresztować Alego i jego syna. Abu al-Hasan Ali ibn al-Furat i jego syn Al-Muhassin zostali straceni 18 lipca 824 roku.